# Oderwitz
Oderwitz település Németországban, azon belül Szászország tartományban. Lakosainak száma 4830 fő (2023. december 31.).

## Népesség
A település népességének változása:
| Lakosok száma | 5174 | 5094 | 4866 | 4855 | 4830 |
|               | 2017 | 2019 | 2021 | 2022 | 2023 |